# João Ramalho (oraș)
João Ramalho este un oraș în São Paulo (SP), Brazilia.